# György Csordás
György Csordás [ˈɟørɟ ˈʧordaːʃ] (* 6. Oktober 1928 in Cegléd; † 9. Mai 2000 in Budapest) war ein ungarischer Schwimmer.
Er gehörte zu den starken ungarischen Schwimmern kurz nach Ende des Zweiten Weltkriegs. 1948 war er Olympiavierter über 1500 Meter Freistil, 1952 in Helsinki belegte er mit der 4-mal-200-Meter-Freistilstaffel den fünften Platz. Bei den Europameisterschaften 1954 in Turin gewann er die Titel über 400 Meter und 1500 Meter.